# Salmijärvi (Gällivare socken, Lappland, 747892-173054)
Salmijärvi är en sjö i Gällivare kommun i Lappland och ingår i Kalixälvens huvudavrinningsområde. Sjöns area är 0,032 kvadratkilometer och den befinner sig 425 meter över havet.